# 中国矿物岩石地球化学学会
中国矿物岩石地球化学学会是中华人民共和国矿物岩石地球化学科技工作者组成的群众性学术团体，是中国科学技术协会主管的社会团体，1978年10月成立。